# Raul Ramón Santos
Raúl Ramón Santos (Moscas del Páramo, 31 d'agost de 1968) és un exfutbolista castellanolleonès, que jugava de defensa.
Va jugar 29 partits amb l'Sporting de Gijón entre la 92/93 i la 94/95, sense arribar a fer-se un lloc en l'equip sportinguista. Posteriorment, la seua carrera va prosseguir a la lliga portuguesa, jugant al GD Chaves durant les temporades 1996/97 i 1997/98.
Es va retirar al Moralo CP de Navalmoral de la Mata durant la temporada 1998/99.